# ソンマー県
ソンマー県（ソンマーけん、ベトナム語：Huyện Sông Mã / 縣瀧馬?）は、ベトナム社会主義共和国ソンラ省の県。面積は1,642.2 km²、人口は133,620人（2019年）である。

## 行政区画
1市鎮18社を管轄する。